# 建春門

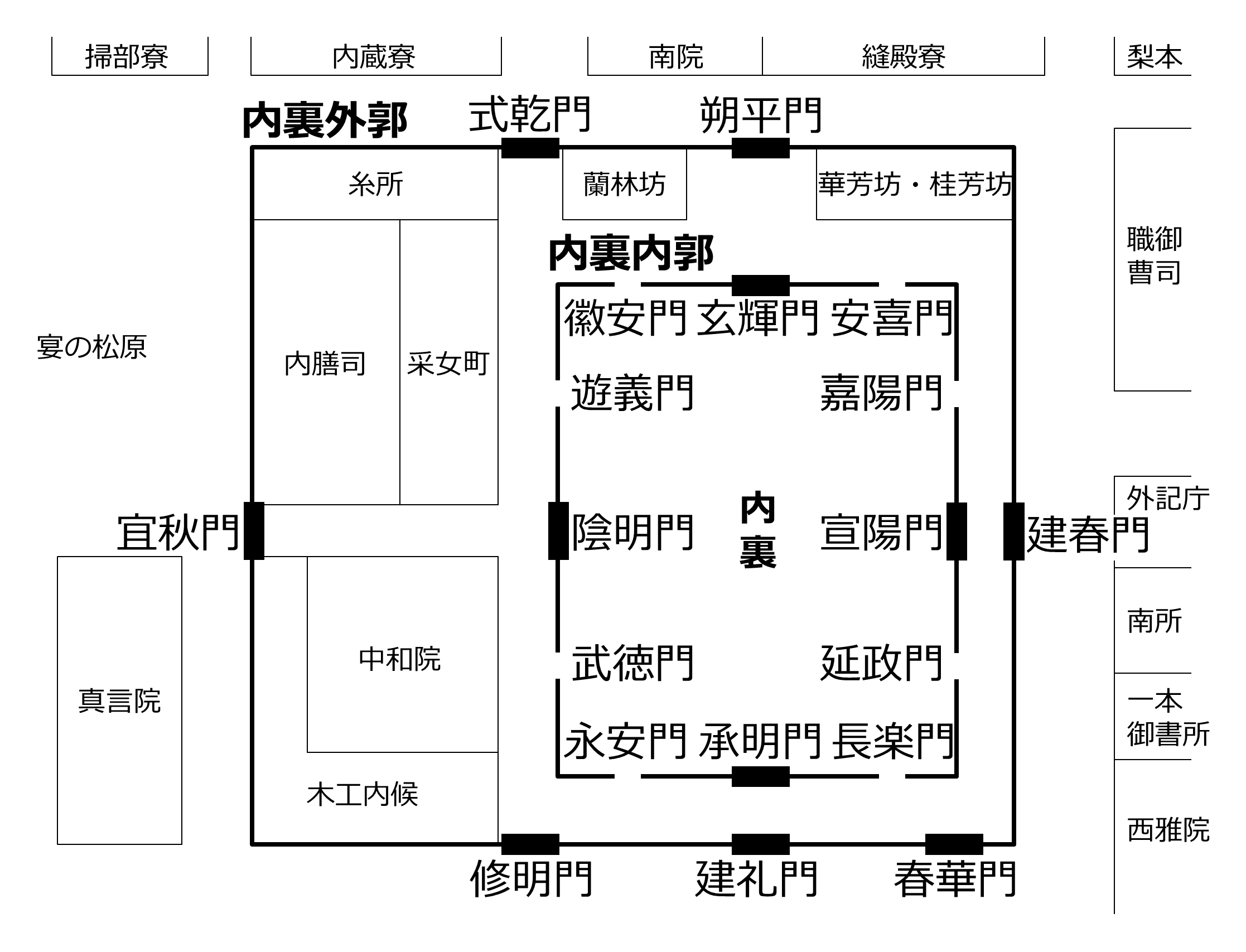
平安京内裏諸門図

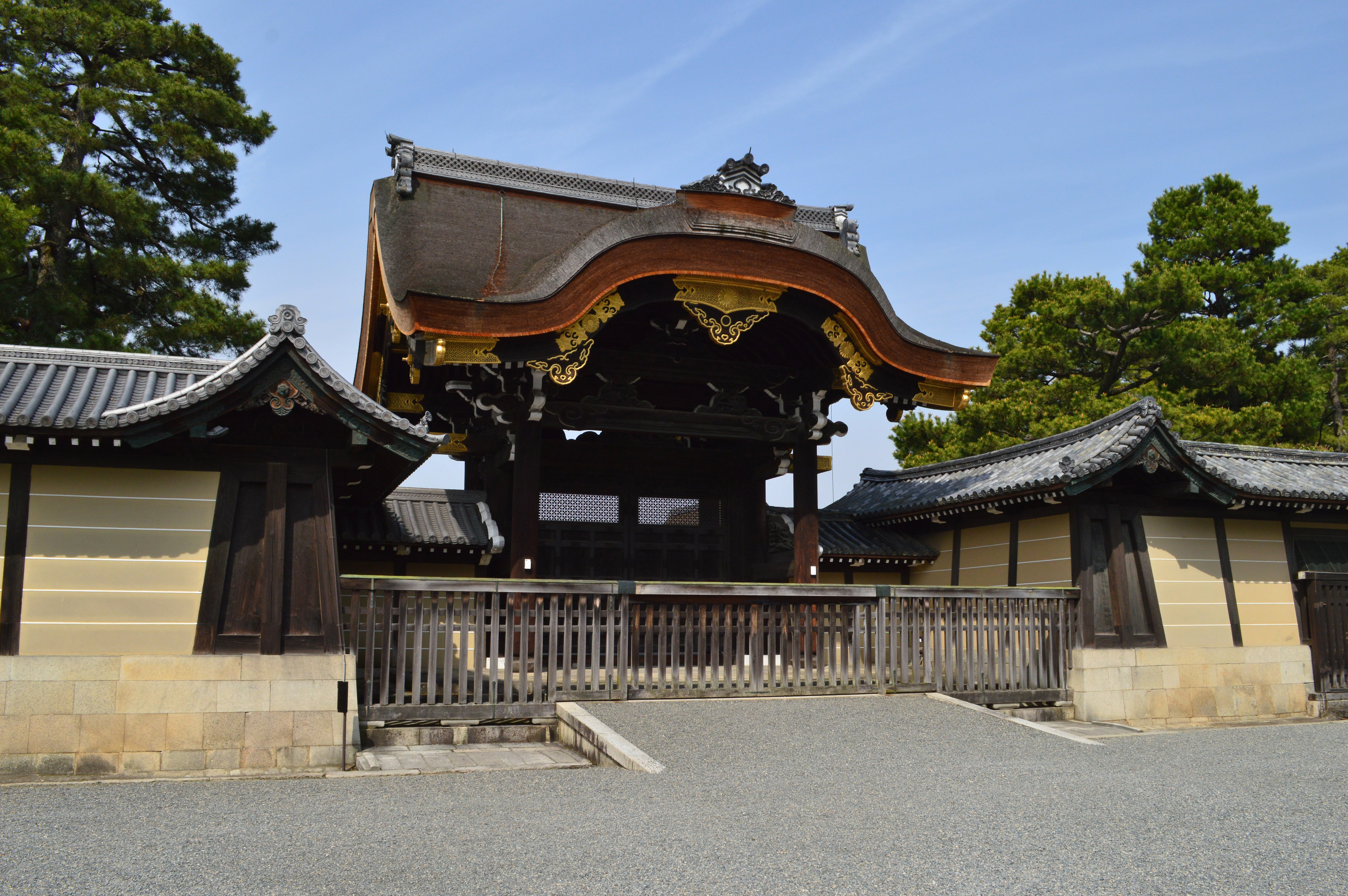
京都御所の建春門

建春門（けんしゅんもん）は、平安京内裏の外郭門の1つ、または京都御所の門の1つ。

## 概要
平安宮内裏外郭の東正面にあり、内郭の宣陽門と相対する。東西3間。
門のすぐ外に外記庁の建物があったことから「外記門」の異名を持つ。「宮東僻仗門」「左衛門陣」ともいった。